# Метрополь Парасоль
Метрополь Парасоль (метропольский зонт, исп. Metropol Parasol), также Грибы Севильи или Севильские Грибы (исп. Setas de Sevilla) — конструкция из бетона и дерева, расположенная на Плаза-де-ла-Энкарнасьон (площадь воплощения, исп. Plaza de la Encarnación) в старом квартале Севильи, Испания. Здание было спроектировано немецким архитектором Юргеном Майером (нем. Jürgen Hermann Mayer), строительство окончено в апреле 2011 года.
Объект высотой 28 метров занимает площадь 150 на 75 метров и претендует на звание самой большой конструкции из дерева в мире. Его возникновение, расположение, задержки и перерасходы в строительстве породили множество споров в обществе.

## Описание

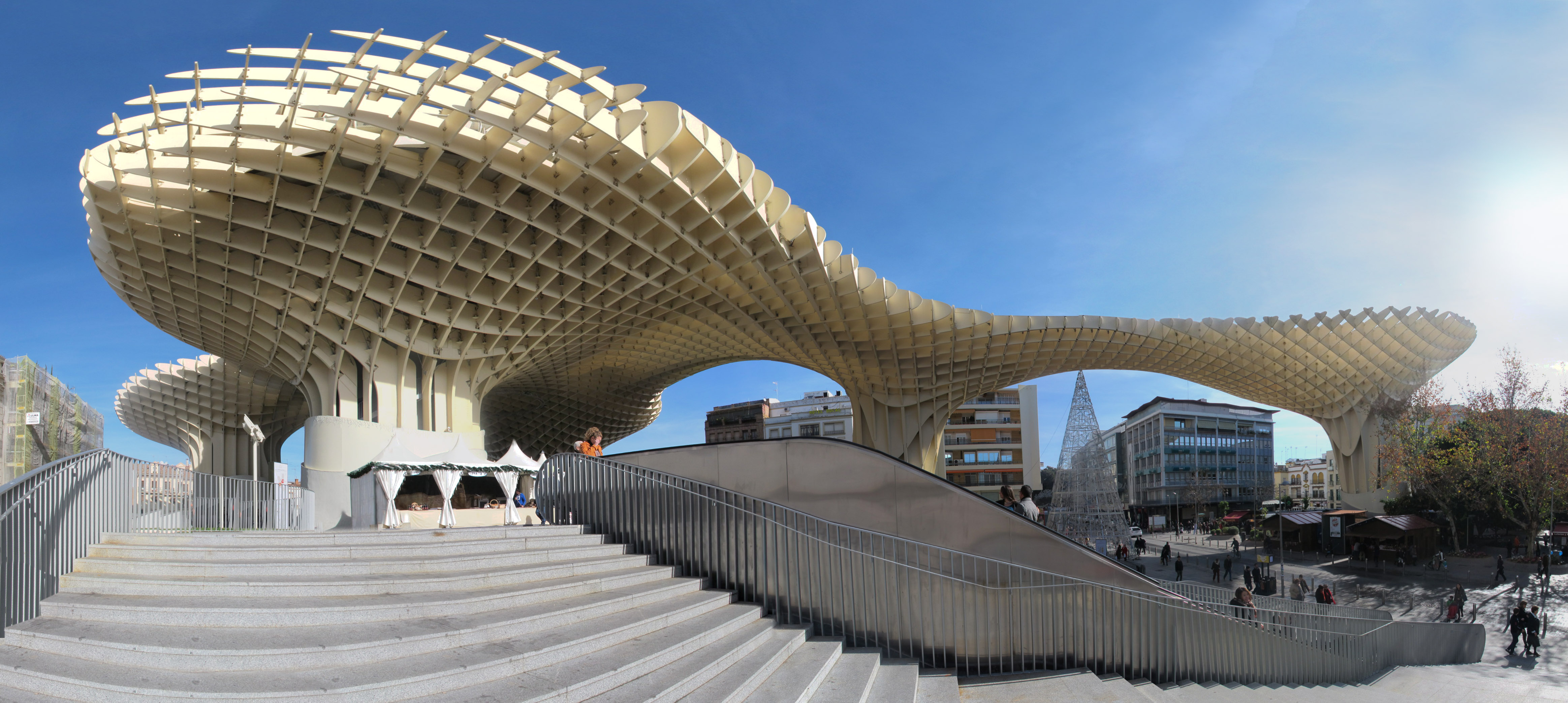
Панорама

Конструкция состоит из шести зонтов в форме гигантских грибов (исп. Lаs Setas), на дизайн которых архитектора вдохновили своды Севильского собора (как сказал Майер — хотел создать «собор без стен», что должно быть «демократичным»), а также фикусовые деревья недалеко от Plaza de Cristo de Burgos. Метрополь Парасоль устроен из четырёх этажей. На подземном этаже (нулевом этаже) располагается Антиквариум (исп. Antiquarium), в котором находится музей с римскими и маврскими останками, обнаруженными при строительстве.
На первом этаже (наружном этаже) располагается центральный рынок. Поверхность крыши первого этажа представляет собой общественное пространство на открытом воздухе, затенённое деревянными зонтами, специально спроектированное для проведения различных мероприятий. Второй и третий этажи — это два уровня панорамных террас (включая ресторан), с одними из лучших видов на центр города. Материал зонтов — это фигурные LVL панели марки Kerto-Q производства фирмы Finnforest (ныне Metsä Wood) в количестве 3400 штук скреплённых между собой 3000 несущими соединительными узлами.. Размеры панелей достигают до 16.5 метров в длину, а ширина варьируется от 68 и до 311 миллиметров. Панели расположены ортогонально образуя решётку с отверстиями полтора на полтора метра. Сами панели произведены на фабрике в городе Айхах, Германия. Деревянная часть конструкции, для защиты от окружающей среды, покрыта водостойким лаком из двухкомпонентного полиуретана.

## История
Начиная с XIX столетия, на этой площади был рынок, размещающийся в отдельном здании рынка. В 1948 году в соответствии с планами реконструкции города здание было частично снесено. Однако, сам рынок остался вплоть до 1973 года, когда остаток полуразрушенного здания наконец снесли. Земля оставалась бездействующей до 1990 года, пока город не решил построить подземную парковку с местом для рынка на поверхности. Однако, посреди строительства были обнаружены руины римских и андалузских времён, и стройку заморозили, к тому времени потратив 14 миллионов евро. В 2004 году, город предпринял попытку отстроить это место опять и объявил международный конкурс с просьбой закончить стройку.

## Строительство

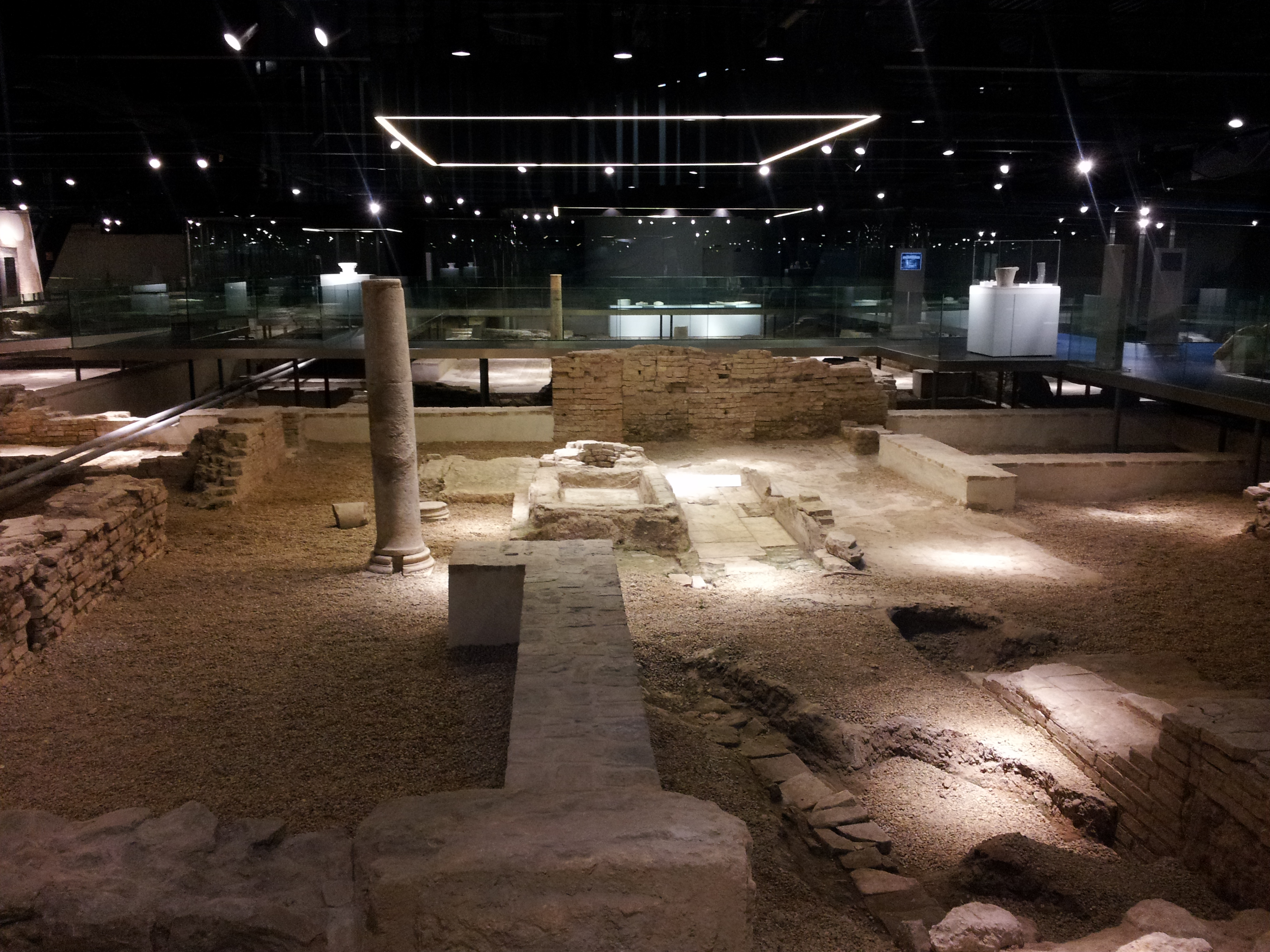
Антиквариум, на подземном этаже

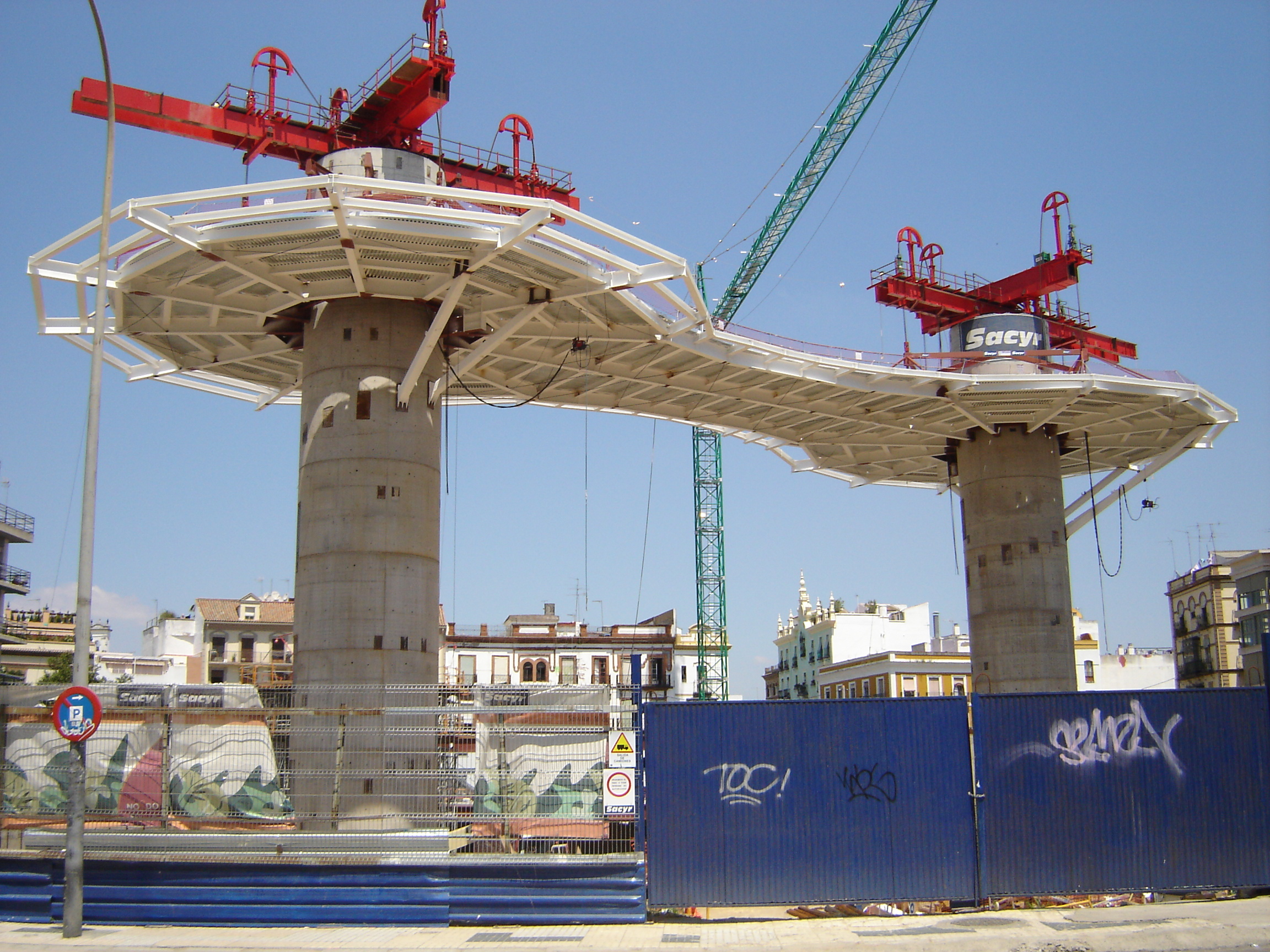
Метрополь Парасоль во время строительства, 7 мая, 2007.

Работа над планом реконструкции площади началась в 2004-м году, когда Юрген Майер из Берлина выиграл конкурс вместе с инженерами из берлинского офиса конструкторского бюро Arup. В качестве подрядчика выступила строительная компания Sacyr Vallehermoso из Мадрида (ныне Sacyr).
Строительство началось 26 июня 2005 года с оценочной стоимостью в 50 миллионов евро и датой завершения проекта в июне 2007 года. Однако, никому неизвестный в обществе проект вскоре столкнулся с трудностями. К маю 2007 года Arup проинформировала городские власти, что проект конструкции технически невыполним, сообщив, что некоторое количество конструктивных допущений не были предварительно опробованы и что нарушаются технические ограничения определённых материалов. Используемое дерево — берёзу, по причине её соответствующего качества, завозили из Финляндии. Масса времени была потрачена на разработку подходящего альтернативного плана усиления конструкции, который в свою очередь оказался непрактичным из-за увеличения веса. Наконец, подходящий проект использующий клей для укрепления конструкции был утверждён аж только в начале 2009 года. По некоторым оценкам из-за задержек итоговая стоимость строительства достигла 100 миллионов евро.